# Coldingham
Coldingham est un village historique du Berwickshire sur la côte sud-est de l'Écosse, au nord de Eyemouth.
Ce village est célèbre pour son ancien monastère double.

Aux environs du village, la baie de Coldingham est un rendez-vous de surfers. On y voit de petites cabines inhabituelles sur cette côte, plus souvent rencontrées sur les plages du sud de l'Angleterre.

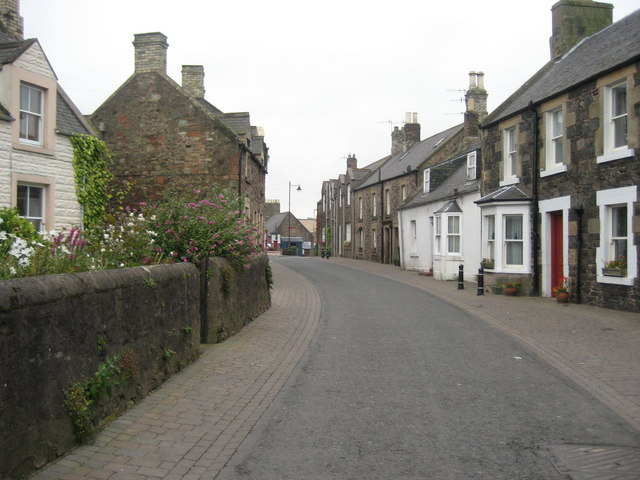
High Street, Coldingham, en 2007

## Monastère de Coldingham

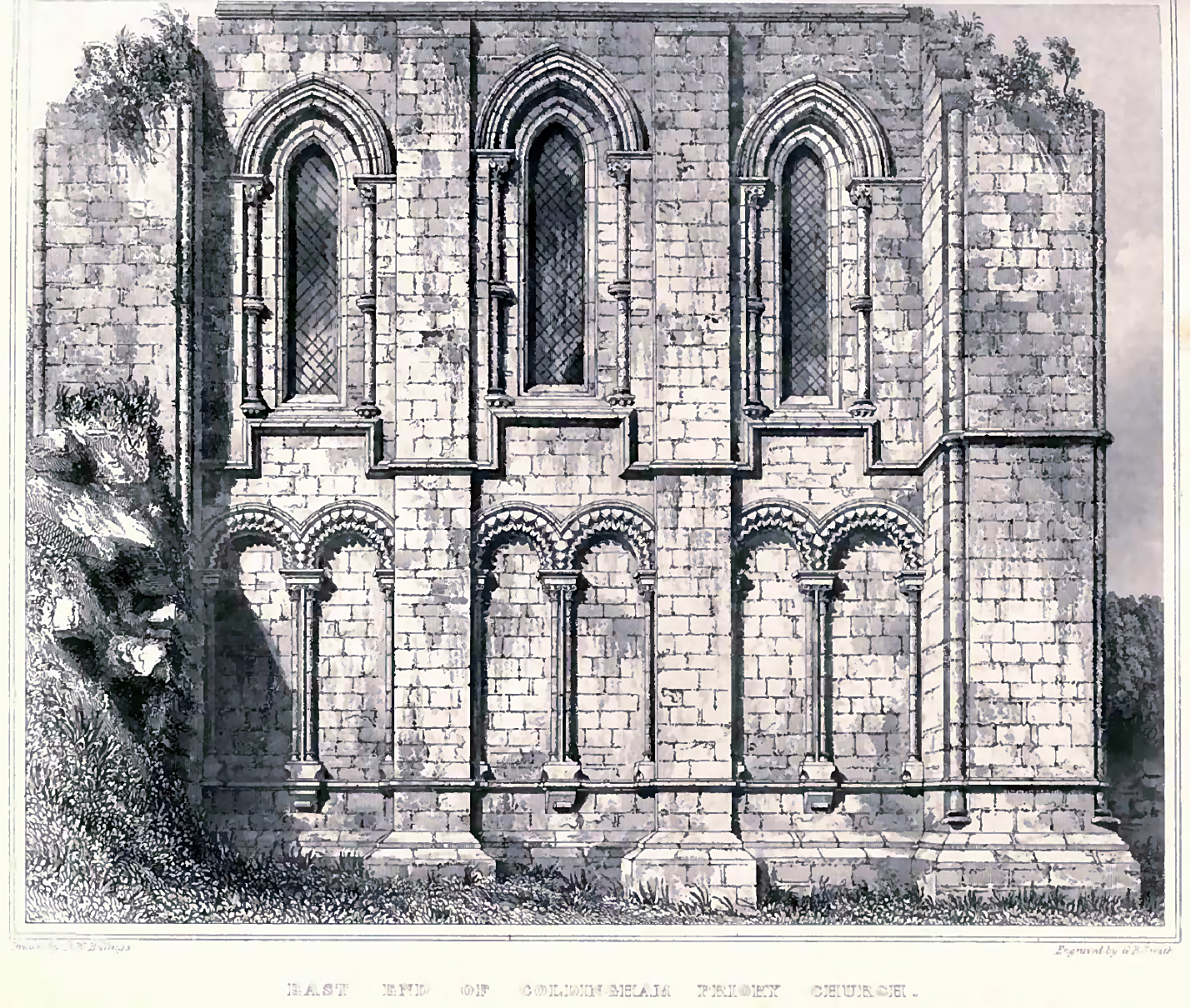
Gravure du prieuré de Coldingham

Un monastère double y aurait été fondé dès 640 par sainte Æbbe l'Ancienne.
Ce monastère est resté en service jusqu'en 1560, quand il fut partiellement détruit durant la Réforme écossaise.
Les activités religieuses se poursuivirent dans la partie préservée, jusqu'à sa fortification contre Cromwell en 1650. La grande tour dans laquelle les assiégés s'étaient réfugiés subit de grands dommages, ce qui entraîna la capitulation des défenseurs et la ruine progressive de l'édifice, qui finit par s'écrouler en 1777.
Moins de la moitié des bâtiments détruits furent reconstruits en 1855, pour être finalement utilisés comme église pour la paroisse.

## Sources
- (en) History of the Priory of Coldingham by William King Hunter, Edinburgh & London, 1858.